# Éros (philosophie)
Pour les articles homonymes, voir Éros (homonymie).

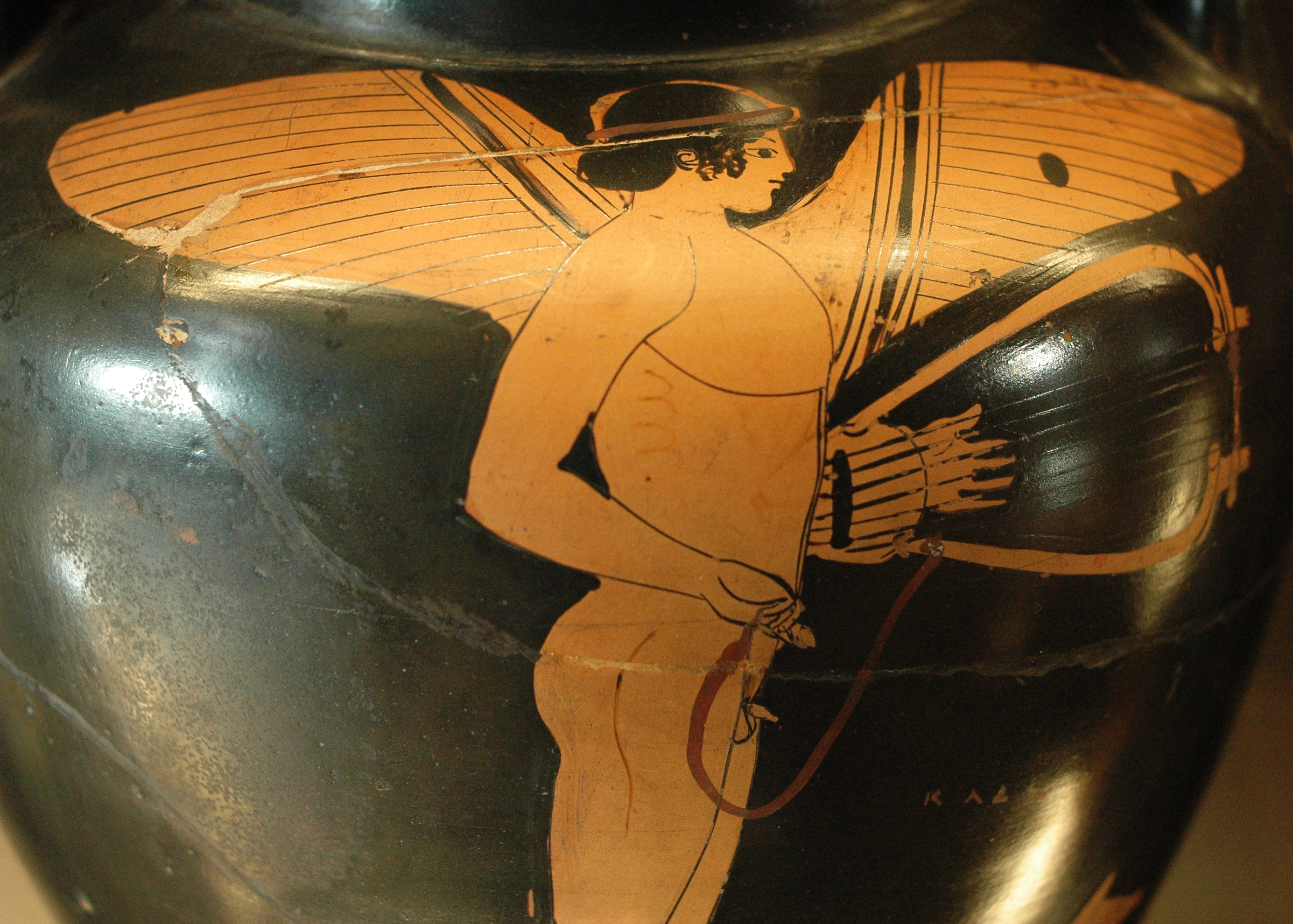
Éros ailé tenant une lyre. Détail d'une amphore attique, v. 470 av. J.-C. (musée du Louvre).

L’éros (ἔρως érōs) est l’un des mots grecs pour dire amour et une notion philosophique à part entière.

## Éros platonicien
Dans l'orphisme et dans les cultes à mystères, l'ascension de l'âme se fait suivant trois degrés successifs, la purification, l’illumination et l’union au divin. Platon reprend ces notions et donne à l'éros une forme personnelle et en fait ressortir le sens. Il utilise la forme mythologique d'Éros pour la transformer en forme dialectique : le but de la philosophie est de reproduire la purification. Il opère ainsi l'opposition entre le logos et le mythe dans la conception de l'éros. Mais sa philosophie existentielle repose toujours sur un fond religieux, la réunion de l'âme à son origine divine étant toujours la voie de la rédemption, à la différence de la philosophie moderne. Elle est en effet largement tributaire de l'orphisme, et reste malgré tout une sotériologie. Ceci est peut-être la raison pour laquelle Platon délaisse la dialectique et la pensée discursive pour rejoindre l'expérience extatique lorsqu'il parle de la « folie divine », moment où l'âme s'unit au divin, caractérisant le troisième degré de l'ascension de l'âme.
Platon distingue deux types d'éros : l'éros vulgaire, fils de l’Aphrodite vulgaire, qui pousse « les hommes à la légèreté et au libertinage », et l'éros céleste, né de l’Aphrodite céleste, qui est la voie permettant le passage du sensible au suprasensible, du monde inférieur au monde supérieur, du monde matériel au monde des idées. Ce passage s'effectue toujours dans le même sens : du bas vers le haut, puisque le monde des idées ne peut agir sur celui des sens. L'éros platonicien n'est ni purement divin ni uniquement humain, il est quelque chose d'intermédiaire, un grand daïmon, permettant d'éveiller dans l'âme, comme la braise sous la cendre, l'attrait de l'âme vers le monde supérieur. Ou autrement dit la beauté de ce monde a pour rôle d'éveiller l'éros dans l'âme pour qu'elle parvienne à la beauté suprasensible et céleste.
Pour Anders Nygren, l'éros de Platon est un désir, une aspiration, une convoitise liée à un sentiment de privation, qui est un de ses éléments constitutifs. Il n'est pas purement spontané et immotivé comme pourrait l'être l'agapé, qui est une conception fondamentale et originale du christianisme. L'Éros est la voie qui mène l'homme vers Dieu, et non pas la divinité qui s'abaisse vers l'homme. L'Éros est par nature un amour égocentrique, du seul fait qu'il est désir. La preuve la plus éclatante en est l'union intime de l'éros et de l'eudémonisme.

## Éros néoplatonicien
Selon Nygren, Plotin (205 apr. J.-C. - 270 apr. J.-C.), philosophe néoplatonicien, se démarque de Platon sur quatre points, concernant l’éros. À la voie ascendante de Platon, menant à Dieu, le monde des idées, il ajoute la voie descendante. C'est le processus cosmologique. L'âme humaine doit franchir à l'envers les étapes de ce processus : « toutes choses proviennent de l'Un, du divin ; toutes choses retournent à l'Un ». Plotin rejoint ainsi l’École d'Alexandrie. Dieu est amour : « Il est digne d'être aimé, il est amour ». L'union avec Dieu ne peut se faire que dans l'extase, c’est-à-dire que ni la dialectique ni la pensée discursive ne peuvent mener à l'union divine. Plotin renoue ainsi avec la religion. Il n'existe pas un éros unique mais une multitude : l'éros correspondant à l'âme universelle et les éros propres à chaque âme individuelle. Du reste, Plotin rejoint Platon lorsqu'il explique que l'âme commence sa marche ascendante mue par l'éros. Le monde sensible est beau mais ne possède que la beauté d'un reflet. À la différence des gnostiques, il soutient que l'âme est d'origine divine, et à ce titre elle est bonne par nature.
Philosophe néo-platonicien, Proclos (412-487) reprend les thèmes de Platon et de Plotin concernant l'éros et le transforme. Il modifie la conception alexandrine du monde. Au double mouvement descendant et ascendant de celle-ci, il substitue un schéma ternaire : le repos, l'émanation et le retour. Dans ce schéma, l'éros est ce qui s'élève de l'inférieur vers le supérieur, l'éros donc est aussi ce qui s'abaisse du plan divin vers l'humain, vers le monde inférieur, il a changé la direction de son mouvement. Ce qui diffère radicalement du platonicisme et du néo-platonicisme. « Du monde supérieur l'éros s'abaisse, de la sphère de ce qui est Esprit et Raison jusqu'à la sphère de ce qui est cosmique et il tourne toutes choses vers la beauté divine ». Proclus reprend la notion de la multitude d'éros introduite par Plotin et la systématise pour y introduire de l'ordre : c'est la chaine d'éros qui relie le ciel et la terre et qui en constitue la relation. Il achève la théorie des trois degrés successifs de l'ascension, la purification, l'illumination et l'union qui sera reprise par la mystique chrétienne, dont les trois voies seront pendant des siècles : via purgativa, via illuminativa, via unitiva. L'éros est la puissance qui lie toutes choses dans l'existence. Non pas uniquement l'ascension de l'âme individuelle de Platon, ni seulement la tendance inhérente à l'existence tout entière à s'élever d'Aristote, mais une force universelle qui relie le supérieur à l'inférieur, l'inférieur au supérieur, et entre elles pour les choses de même niveau.

## «Dieu est amour», l’éros chrétien
Pour les chrétiens hellénistiques, la notion d’éros est complémentaire ou s'oppose (c'est selon) à l’agapè. Anders Nygren, dans Érôs et Agapè, synthétise ainsi les concepts d'Éros et d'Agapè :
| Éros                                                                             | Agapè                                                                                          |
| -------------------------------------------------------------------------------- | ---------------------------------------------------------------------------------------------- |
| la voie de l'homme vers Dieu                                                     | la voie de Dieu vers l'homme                                                                   |
| s'élève                                                                          | descend                                                                                        |
| désir, aspiration veut conquérir une vie divine                                  | sacrifice vit de la vie divine ose "perdre sa vie"                                             |
| nécessite l'effort de l'homme, dans le cadre du salut                            | la grâce, d'origine divine = la rédemption                                                     |
| amour égocentrique car part de soi sous sa forme la plus noble                   | amour désintéressé, don de soi                                                                 |
| l'amour de l'homme en tant que Dieu est l'objet de l'éros                        | l'amour de Dieu                                                                                |
| motivé par la beauté et la valeur de son objet l'objet vaut la peine d'être aimé | indépendant de la valeur de son objet spontané, non motivé aime et crée la valeur de son objet |

Bien qu'étant un Père de l'Église, les conceptions d'Origène (185-254) se situent sur la ligne de l'éros. L'originalité de ses travaux consistent à opérer une synthèse entre la conception chrétienne de l'amour et celle de la conception hellénique. Pour lui l' agapè est la même chose qu'éros.
Notons que Denis Müller, dans « Agapè comme relève d'Éros ?  Les dangers d'un amour sans désir », dans Revue d'éthique et de théologie morale, 2010/3 n° 260, p. 69-80, tient à nuancer l'opposition qu'il trouve trop radicale entre Éros et Agapè chez Anders Nygren.
Dans le Cantique des cantiques, il considère que la traduction grecque de la Bible emploie à juste titre le terme d'« agapè » afin de ne pas induire en erreur le lecteur qui, si le terme d'éros avait été employé, aurait pu éveiller en lui l'éros vulgaire. Dans son Commentaire au Cantique des Cantiques, il rappelle que ce texte est destiné aux « parfaits », les gnostiques chrétiens. Quand un gnostique rencontre, dans l'Écriture, le terme d'« agapè », il doit l'entendre, par conséquent, comme s'il y avait éros, car telle est la réalité qui se dissimule derrière le masque protecteur d'agapè. Pour appuyer sa thèse, il cite deux passages dans la Bible où l'idée d'éros apparait : Proverbes 4,6 et Sagesse 8,2 : il y est question de la sagesse. « En principe, la voie du salut fondée sur l'éros est la bonne ; mais pour que les hommes, dans leur faiblesse, ne demeurent pas sans secours et sans appui, il a été créé, à côté d'elle, la voie du salut fondée sur l'agapé ».
À la suite d'Origène, Grégoire de Nysse (331-394) reprend la même théologie. Il utilise cependant une symbolique assez riche pour désigner l'éros. Certains sont déjà connus : l'échelle céleste et les ailes de l'âme. Mais d'autres sont nouveaux concernant l'éros : l'ascension de la montagne, la flamme et la chaîne d'amour.
L'auteur de La Hiérarchie céleste et de La Hiérarchie ecclésiastique, Pseudo-Denys l'Aréopagite s’inspire de Plotin et surtout de Proclos auquel il fait de larges emprunts. Il systématise la multiplicité des éros isolés suivant une causalité qui prend sa source dans l'essence divine : il s'agit d'une doctrine de l'émanation. Tout étant sous la gouverne de l'éros, il ne permet pas à celui qui aime de demeurer en lui-même : même Dieu y est soumis et a été poussé à créer toutes choses et à se diriger vers l'objet aimé. Sa Hiérarchie se construit autour d'un seul but : la divinisation de l'homme qui consiste à s'unir à Dieu. Cette divinisation s'effectue suivant un ordre bien établi : la règle fondamentale est que l'ordre inférieur ne peut s'élever vers la divinité que par l'intermédiaire de celui qui lui est immédiatement supérieur. Chaque ordre est relié à un ordre supérieur duquel il reçoit, et à un ordre inférieur auquel il donne. Il en est de même au niveau de la hiérarchie ecclésiastique. Ainsi, l'homme s'élève le long de la chaine luminescente qui vient du ciel.

## Éros augustinien, entre grâce et charité
Saint Augustin (354-430), un des principaux Pères de l'Église latine, a gardé toute la valeur de la voie de l'éros, la seule qui puisse mener au salut. Il ne doute pas que l'amour chrétien pour Dieu soit le même que l'éros platonicien, à ceci près que l'homme manque de force pour rester en haut : « Je ne pus garder mon regard fixé sur toi ; au contraire, dans ma faiblesse, il me fallut détourner ma vue et revenir aux choses familières ». Le principal défaut qu'il attribue à la voie de l'éros, bien qu'il ait toujours été mû par celle-ci, se situe dans la superbia, c’est-à-dire l'orgueil et le contentement de soi qu'elle laisse derrière elle. L'homme reste donc toujours à son niveau et n'accède jamais au divin.
Il a élaboré une doctrine riche et complexe fondée sur la caritas et la grâce dans laquelle l'éros est incluse. La caritas qui porte la marque de l'éros céleste est toujours la seule voie qui mène à Dieu. Elle demeure pourtant impraticable tant que la grâce, la gratia, ne l'a pas infusé dans le cœur. La grâce a pour fondements, dans le christianisme, l'incarnation et l'humilitas, ce qui est le principal enseignement du Christ.
Caritas et cupiditas sont les deux types d'amour que l'homme peut éprouver. L'un est dirigé vers le divin, l'autre vers le monde, rappelant l'éros céleste et l'éros vulgaire. Saint Augustin leur attribue la même valeur, il n'y a que l'objet d'amour qui change. Cependant, sans condamner fermement la cupiditas, Augustin comprend qu'elle est une recherche de Dieu, mais mal dirigée, elle se trompe d'objet. Les péchés et les vices de l'homme ne sont que le reflet de cet état de choses. Il n'est en principe qu'un seul objet que l'homme ait le droit d'aimer : Dieu. En introduisant le frui, le « jouir » (de son objet) et l’uti, « l’utile » (aimer une chose en vue d'une autre chose), Augustin élabore un peu plus sa doctrine. La seule attitude qui convienne à l'égard du monde est de l'utiliser, afin que cela soit d'une aide pour l'homme sur la voie de la caritas. Elle doit tendre vers la fruitio Dei, « la jouissance de Dieu ». À l'inverse, la cupiditas utilise Dieu pour jouir du monde.

## Éros psychanalytique
Sigmund Freud nomme « éros » la pulsion de vie qui, selon lui, habite chaque être humain. Il l'oppose à la pulsion de mort, ou pulsion de destruction ou « thanatos ». Ces deux pulsions fondamentales ne peuvent être pensées séparément, en clinique, elles œuvrent toujours ensemble, en une sorte d'amalgame, et sont indissociables.[réf. nécessaire]